# Crosbylonia borealis
Crosbylonia borealis är en spindelart som beskrevs av Kirill Yeskov 1988. Crosbylonia borealis ingår i släktet Crosbylonia och familjen täckvävarspindlar. Inga underarter finns listade i Catalogue of Life.